# 白島 (挪威)
白岛（挪威語：Kvitøya；英语："White Island"）是北冰洋中斯瓦尔巴群岛的一个岛屿，面积为682平方公里。该岛属于挪威，是一个无人居住的岛屿。